# Cantharellus miniatescens
Cantharellus miniatescens é uma espécie de fungo pertencente à família Cantharellaceae.